# Nezihe Muhiddin
Nezihe Muhiddin Tepedelengil (ur. 1889 w Stambule, Imperium Osmańskie, zm. 10 lutego 1958 tamże) – turecka aktywistka praw kobiet, polityk, dziennikarka i pisarka.

## Życiorys
Urodziła się w Stambule jako córka urzędnika. Ukończyła tam szkołę podstawową, a następnie pobierała prywatne lekcje. Po ukończeniu szkoły nauczycielskiej pracowała kilka lat w tym zawodzie. Została Sekretarzem Generalnym Osmańskiego Stowarzyszenia Ochrony Tureckich Kobiet.
W maju/czerwcu 1923 była założycielką pierwszej tureckiej partii Kadınlar Halk Fırkası (Ludowa Partia Kobiet), która miała zajmować się prawami kobiet. Nowo tworzące się państwo nie zaakceptowało jednak tej partii, uważając ją za zbyt radykalną. Na jej bazie 7 lutego 1924 utworzyła Türk Kadınlar Birliği (Turecka Unia Kobiet). Unia była stowarzyszeniem i, zgodnie z prawem, jej statut zawierał deklarację apolityczności. W wyborach 1925 Unia wystawiła kandydatury Halide Edib i Nezihe Muhiddin, mimo że jako kobiety nie miały prawa ubiegania się o wybór. W 1927 na zjeździe Unii spotkała się z silną opozycją. Opozycyjna frakcja napisała donos do władz, w którym oskarżono ją o korupcję. Skutkiem tego biura zostały przeszukane przez Policję. Tylko dzięki amnestii z 1929 uniknęła więzienia.
W latach 1924–1927 była redaktorem naczelnym feministycznego tygodnika Kadın Yolu (Droga Kobiety).
Zmarła samotnie w szpitalu psychiatrycznym w Şişli dzielnicy Stambułu. W pogrzebie wzięli udział tylko najbliżsi przyjaciele. Turecka Unia Kobiet, której była założycielką, przysłała tylko wieniec.

## Twórczość
Napisała 20 książek, kilkaset opowiadań, sztuk i scenariuszy.

### Książki
- Şebab-i Tebah 1911
- Benliğim Benimdir 1929
- Türk Kadını 1931
- Güzellik Kraliçesi 1933
- İstanbul'da Bir Landru 1934
- Bozkurt 1934
- Ateş Böcekleri 1936
- Bir Aşk Böyle Bitti 1939
- Avere Kadın1943
- Bir Yaz Gecesiydi 1943
- Çıngıraklı Yılan 1943
- Çıplak Model 1943
- İzmir Çocuğu 1943
- Kalbim Senindir 1943
- Gene Geleceksin 1944
- Sabah Oluyor 1944
- Sus Kalbim Sus 1944